# Лётчик-Испытатель (посёлок)
Лётчик-Испытатель — посёлок в городском округе Мытищи Московской области России. 1994—2006 гг. — посёлок Протасовского сельского округа Мытищинского района. Население — 14 чел. (2010).

## География
Расположен на севере Московской области, в северной части Мытищинского района, примерно в 29 км к северо-западу от центра города Мытищи и 26 км от Московской кольцевой автодороги, на берегу Икшинского водохранилища системы канала имени Москвы.
В посёлке две улицы — Лётная и Пилотная, приписано садоводческое товарищество. Связан автобусным сообщением с посёлком городского типа Икша Дмитровского района. Ближайшие населённые пункты — деревни Большое Ивановское, Муракино и Пчёлка.

## Население
| 2002 | 2010 |
| ---- | ---- |
| 1    | ↗14  |